# Alte Martinskirche (Zeutern)

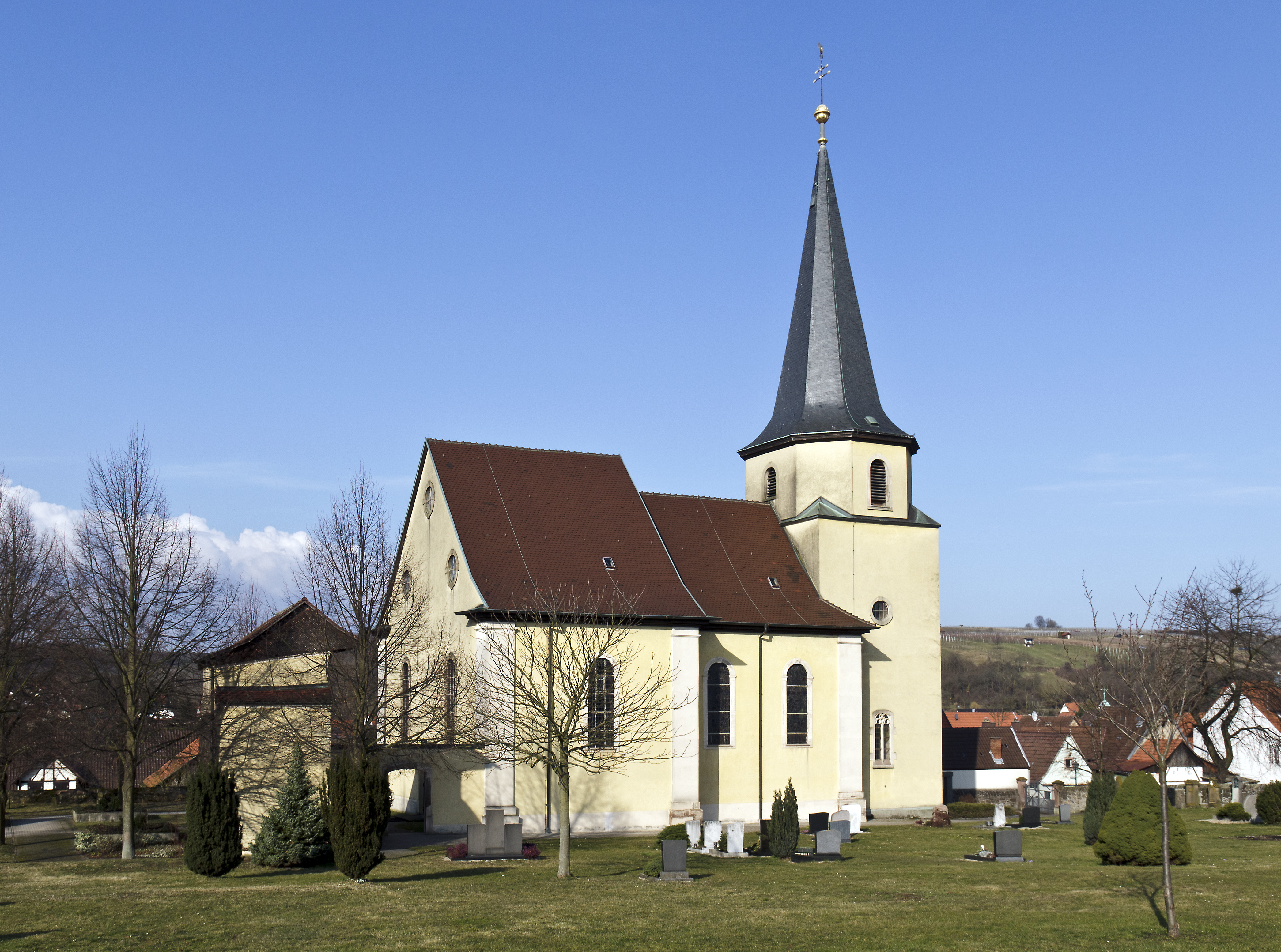
Alte Martinskirche in Zeutern

Die Alte Martinskirche, die ehemalige römisch-katholische Pfarrkirche, die nach Martin von Tours benannt ist, steht auf dem alten Friedhof von Zeutern, einem Ortsteil der Gemeinde Ubstadt-Weiher im Landkreis Karlsruhe von Baden-Württemberg. Das Bauwerk ist beim Landesamt für Denkmalpflege Baden-Württemberg als Baudenkmal eingetragen.

## Beschreibung
An den mittelalterlichen Chorturm wurde 1770 nach Westen das Langhaus angebaut, das 1975 im Westen gekürzt wurde, sodass die Saalkirche nunmehr aus einem querrechteckigen Langhaus, dem eingezogenen Chor im Osten mit Pilastern an den Ecken und dem an ihn angebauten Kirchturm besteht, der mit einem achteckigen Geschoss aufgestockt wurde, das den Glockenstuhl beherbergt, und mit einem achtseitigen, schiefergedeckten Helm bedeckt wurde. Im Erdgeschoss des inzwischen ungenutzten Kirchturms befinden sich Wandmalereien von 1480, die 1911/12 freigelegt wurden.